# 鳳凰計畫 (遊戲)
《鳳凰計畫》是尚未推出的小隊制即时策略游戏，由创意智能艺术开发。游戏还融入了日式角色扮演游戏元素，有Kickstarter第一款日式游戏项目之称。
开发团队自称有“有AAA资质”，最终幻想原作曲人植松伸夫也参与了团队。小提琴手由良浩明担任总监和制作人。项目本期望到2013年9月时融资10万美元，但最终融资量超过这10倍。游戏曾經预定于2018年发行，現時未定。